# Listă de orașe din statul Alabama

Harta densității populației în comitatele statului

- Această pagină este o listă alfabetică a orașelor din statul Alabama din Statele Unite ale Americii.

- Vedeți și Listă de municipalități din statul Alabama.
  - Vedeți și Listă de târguri din statul Alabama.
  - Vedeți și Listă de sate din statul Alabama.

respectiv
- Vedeți și Listă de comitate din statul Alabama.
- Vedeți și Listă de districte civile din statul Alabama.
- Vedeți și Listă de locuri desemnate pentru recensământ din statul Alabama.
- Vedeți și Listă de comunități neîncorporate din statul Alabama.
- Vedeți și Listă de localități din statul Alabama.
- Vedeți și Listă de localități dispărute din statul Alabama.
- Vedeți și Listă de rezervații amerindiene din statul Alabama.
- Vedeți și Listă de zone de teritoriu neorganizat din statul Alabama.

## A
- Abbeville
- Abel
- Abernant
- Ada
- Adamsville
- Addison
- Adger
- Akron
- Alabama Port
- Alabaster
- Alberta
- Albertville
- Alexander City
- Alexandria
- Aliceville
- Allgood
- Alma
- Alpine
- Alton
- Altoona
- Andalusia
- Anderson
- Annemanie
- Anniston
- Arab
- Ardmore
- Ariton
- Arley
- Arlington
- Ashford
- Ashland
- Ashville
- Athens
- Atmore
- Attalla
- Auburn
- Autaugaville
- Avon
- Awin
- Axis

## B
- Babbie
- Baileyton
- Bakerhill
- Bangor
- Banks
- Bankston
- Bay Minette
- Bayou La Batre
- Bear Creek
- Beatrice
- Beaverton
- Belk
- Bellamy
- Bella Mina
- Bellwood
- Benton
- Berry
- Bessemer
- Billingsley
- Birmingham
- Birmingport
- Black
- Bladon Springs
- Blount Springs
- Blountsville
- Blue Springs
- Boaz
- Boligee
- Bon Air
- Bon Secour
- Booth
- Boykin
- Bradford
- Braggs
- Branchville
- Brantley
- Bremen
- Brent
- Brewton
- Bridgeport
- Brierfield
- Brighton
- Brilliant
- Brooklyn
- Brookside
- Brooksville
- Brookwood
- Browns
- Brownsboro
- Brundidge
- Bryant
- Bucks
- Buhl
- Burlington
- Burnt Corn
- Burnwell
- Butler
- Bynum

## C
- Cahaba
- Calera
- Calvert
- Camden
- Camp Hill
- Campbell
- Capshaw
- Carbon Hill
- Cardiff
- Carlton
- Carolina
- Carrollton
- Castleberry
- Catherine
- Cecil
- Cedar Bluff
- Center Point
- Centerville
- Centre
- Centreville
- Chalkville
- Chancellor
- Chapman
- Chatom
- Chelsea]
- Cherokee]
- Chickasaw
- Childersburg
- Choccolocco
- Citronelle
- Clanton
- Claud
- Clay
- Clayhatchee
- Clayton
- Cleveland
- Clio
- Clopton
- Cloverdale
- Coaling
- Coden
- Coffee Springs
- Coffeeville
- Coker
- Collinsville
- Colony
- Columbia
- Columbiana
- Consul
- Cook Springs
- Coosada
- Cordova
- Corner
- Cottondale
- Cottonton
- Cottonwood
- County Line
- Courtland
- Cowarts
- Coy
- Cragford
- Crane Hill
- Crawford
- Creola
- Cromwell
- Cropwell
- Crosston
- Crossville
- Cuba
- Cullman
- Cusseta
- Cuthbert

## D
- Dadeville
- Daleville
- Danville
- Daphne
- Dauphin Island
- Daviston
- Dawson
- Dayton
- De Armansville
- Deatsville
- Decatur
- Deer Park
- Delmar
- Delta
- Demopolis
- Detroit
- Dickinson
- Dixons Mills
- Dodge City
- Dolcena
- Dolomite
- Dora
- Dothan
- Double Springs
- Douglas
- Dozier
- Duncanville
- Dunnavant
- Dutton

## E
- East Brewton
- Eastaboga
- Eclectic
- Edgewater
- Edwardsville
- Eight Mile
- Elba
- Elberta
- Eldridge
- Elgin
- Elkmont
- Elmore
- Emelle
- Empire
- Enterprise
- Equality
- Epes
- Ethelsville
- Eufaula
- Eunola
- Eutaw
- Eva
- Evergreen
- Excel

## F
- Fairfield
- Fairhope
- Fairview
- Falkville
- Faunsdale
- Fayette
- Fayetteville
- Five Points
- Flat Rock
- Flomaton
- Florala
- Florence
- Foley
- Forkland
- Fort Deposit
- Fort McClellan
- Fort Mitchell
- Fort Morgan
- Fort Payne
- Fort Rucker
- Franklin
- Frisco City
- Fruithurst
- Fulton
- Fultondale
- Fyffe

## G
- Gadsden
- Gainesville
- Gallion
- Gantt
- Garden City
- Gardendale
- Gaylesville
- Geiger
- Geneva
- Georgiana
- Geraldine
- Gilbertown
- Glen Allen
- Glencoe
- Glenwood
- Goldville
- Good Hope
- Goodwater
- Gordo
- Gordon
- Gordonville
- Gorham's Bluff
- Goshen
- Graham
- Grand Bay
- Grant
- Graysville
- Greenhill
- Greensboro
- Greenville
- Grimes
- Grove Hill
- Grove Oak
- Guin
- Gulf Shores
- Gum Springs
- Guntersville
- Gurley
- Gu-Win

## H
- Hackleburg
- Haleburg
- Haleyville
- Hamilton
- Hammondville
- Hanceville
- Harpersville
- Hartford
- Hartselle
- Harvest
- Hayden
- Hayneville
- Hazel Green
- Headland
- Heath
- Heflin
- Helena
- Henagar
- Highland Home
- Highland Lake
- Hillsboro
- Hillsboro
- Hobson City
- Hodges
- Hokes Bluff
- Holly Pond
- Hollywood
- Homewood
- Hoover
- Hope Hull
- Horn Hill
- Horton
- Hueytown
- Huntsville
- Hurtsboro
- Hytop

## I
- Ider
- Indian Springs Village
- Inverness
- Irondale
- Irvington

## J
- Jackson
- Jacksons' Gap
- Jacksonville
- Jasper
- Jemison
- Joppa

## K
- Kansas
- Kellyton
- Kennedy
- Kent
- Killen
- Kimberly
- Kimbrough
- Kinsey
- Kinston
- Knoxville

## L
- Lacey's Spring
- Lacon
- La Fayette
- Lake View
- Lakeview
- Lanett
- Langston
- Leeds
- Leesburg
- Leroy
- Lester
- Letohatchee
- Level Plains
- Lexington
- Liberty Hill
- Libertyville
- Lillian
- Lincoln
- Linden
- Lineville
- Lipscomb
- Lisman
- Littleville
- Livingston
- Loachapoka
- Lockhart
- Locust Fork
- Louisville
- Lowndesboro
- Loxley
- Luverne
- Lynn

## M
- Madison
- Madrid
- Magnolia Springs
- Majestic
- Malvern
- Maplesville
- Margaret
- Marbury
- Marion
- Marion Junction
- Marvyn
- Masseyline
- Maytown
- McCalla
- McIntosh
- McKenzie
- McMullen
- Mellow Valley
- Memphis
- Mentone
- Meridianville
- Midfield
- Midland City
- Midway
- Millbrook
- Millers Ferry
- Millport
- Millry
- Mobile
- Mon Louis
- Monroeville
- Montevallo
- Montgomery
- Montrose
- Moody
- Mooresville
- Morris
- Mosses
- Moulton
- Moundville
- Mount High
- Mount Meigs
- Mount Olive
- Mount Vernon
- Mountain Brook
- Mountain Creek
- Mountainboro
- Mulga
- Munford
- Muscle Shoals
- Myrtlewood

## N
- Nanafalia
- Napier Field
- Natural Bridge
- Nauvoo
- Nectar
- Needham
- New Brockton
- New Hope
- New Site
- Newbern
- Newell
- Newton
- Newville
- Normal
- North Bibb
- North Courtland
- North Johns
- Northport
- Notasulga

## O
- Oak Grove
- Oak Hill
- Oakman
- Oakville
- Odenville
- Ohatchee
- Oneonta
- Onycha
- Opelika
- Opp
- Orange Beach
- Orion
- Orrville
- Owens Crossroads
- Oxford
- Ozark

## P
- Paint Rock
- Palmerdale
- Parrish
- Pelham
- Pell City
- Pennington
- Perdido
- Perote
- Peterman
- Peterson
- Petrey
- Phenix City
- Phil Campbell
- Pickensville
- Piedmont
- Pike Road
- Pinckard
- Pine Apple
- Pine Hill
- Pine Ridge
- Pinson
- Pisgah
- Plantersville
- Pleasant Grove
- Pleasant Groves
- Point Clear
- Pollard
- Powell
- Prairieville
- Prattville
- Priceville
- Prichard
- Providence

## R
- Ragland
- Rainbow City
- Rainsville
- Ralph
- Ramer
- Ranburne
- Red Bay
- Red Hill
- Red Level
- Reece City
- Reform
- Rehobeth
- Remlap
- Repton
- Ridgeville
- River Falls
- Riverside
- Riverview
- Roanoke
- Robertsdale
- Rockford
- Rogersville
- Rosa
- Russellville
- Rutledge

## S
- Safford
- Salem
- Samantha
- Samson
- Sand Rock
- Sanford
- Saraland
- Sardis City
- Satsuma
- Sayre
- Scottsboro
- Seale
- Section
- Selfville
- Selma
- Seminole
- Semmes
- Sheffield
- Shelby
- Shiloh
- Shorter
- Silas
- Silverhill
- Sipsey
- Skyline
- Slocomb
- Smiths Station
- Smoke Rise
- Snead
- Snow Hill
- Somerville
- South Vinemont
- Southside
- Spanish Fort
- Spring Hill
- Spring Valley
- Springville
- Sprott
- Spruce Pine
- Saint Clair Springs
- Saint Florian
- Saint Stephens
- Stapleton
- Steele
- Sterrett
- Stevenson
- Stockton
- Sulligent
- Sumiton
- Summerdale
- Summit
- Susan Moore
- Sweet Water
- Sylacauga
- Sylvan Springs
- Sylvania

## T
- Talladega
- Talladega Springs
- Tallassee
- Tannehill
- Tarrant
- Taylor
- Tensaw
- Theodore
- Thomaston
- Thomasville
- Thorsby
- Tillmans Corner
- Town Creek
- Toxey
- Trafford
- Triana
- Trinity
- Troy
- Trussville
- Tuscaloosa
- Tuscumbia
- Tuskegee

## U
- Union
- Union Grove
- Union Springs
- Uniontown
- Uriah

## V
- Valhermosa Springs
- Valley
- Valley Head
- Vance
- Verbena
- Vernon
- Vestavia Hills
- Village Springs
- Vina
- Vincent
- Vineland
- Vinemont
- Vredenburgh

## W
- Wadley
- Wagarville
- Waldo
- Walnut Grove
- Warren
- Warrior
- Waterloo
- Watson
- Waugh
- Waverly
- Weaver
- Webb
- Wedowee
- West Blocton
- West Jefferson
- West Point
- Westover
- Wetumpka
- White Hall
- Wilmer
- Wilsonville
- Wilton
- Winfield
- Winterboro
- Woodland
- Woodstock
- Woodville
- Wren

## X, Y și Z
- Yellow Bluff
- Yellow Pine
- York
- Zion City

## Alte legături interne
- Categorie:Liste de orașe din Statele Unite după stat
- Categorie:Liste de târguri din Statele Unite după stat
- Categorie:Liste de districte civile din Statele Unite după stat
- Categorie:Liste de sate din Statele Unite după stat
- Categorie:Liste de comunități desemnate pentru recensământ din Statele Unite după stat
- Categorie:Liste de comunități neîncorporate din Statele Unite după stat
- Categorie:Liste de localități dispărute din Statele Unite după stat
- Categorie:Liste de rezervații amerindiene din Statele Unite după stat
- Categorie:Liste de zone de teritoriu neorganizat din Statele Unite după stat

și
- Listă de municipalități din statul Alabama
  - Listă de orașe din statul Alabama
  - Listă de sate din statul Alabama

respectiv
- Listă de comitate din statul Alabama
- Listă de districte civile din statul Alabama
- Listă de locuri desemnate pentru recensământ din statul Alabama
- Listă de comunități neîncorporate din statul Alabama
- Listă de localități din statul Alabama
- Listă de localități dispărute din statul Alabama
- Listă de rezervații amerindiene din statul Alabama
- Listă de zone de teritoriu neorganizat din statul Alabama